# Lophyroplectus chinensis
Lophyroplectus chinensis là một loài tò vò trong họ Ichneumonidae.